# Géraud d'Aurillac
Pour les articles homonymes, voir Géraud, Saint Césaire et Saint-Césaire.
Saint Géraud (né vers 855 au château Saint-Étienne d’Aurillac - mort le 13 octobre 909 à Cezeinac en Quercy, peut-être Saint-Cirgues), était le fils de Géraud, seigneur d’Aurillac, et d’Adeltrude, qui fut également canonisée. Saint Arède d’Atane et saint Césaire d’Arles figuraient parmi ses ancêtres indirects.
Fondateur de l'abbaye d'Aurillac, modèle de celle de Cluny, sa vie a été relatée par Odon de Cluny qui en a fait le modèle chevaleresque du seigneur chrétien qui met sa force et ses richesses au service de la justice et des humbles.

## Vie

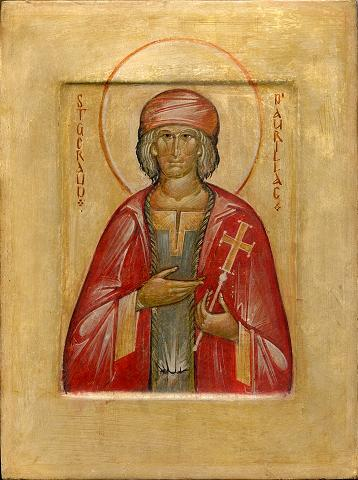
Icône de saint Géraud, anonyme, évêché de Saint-Flour.

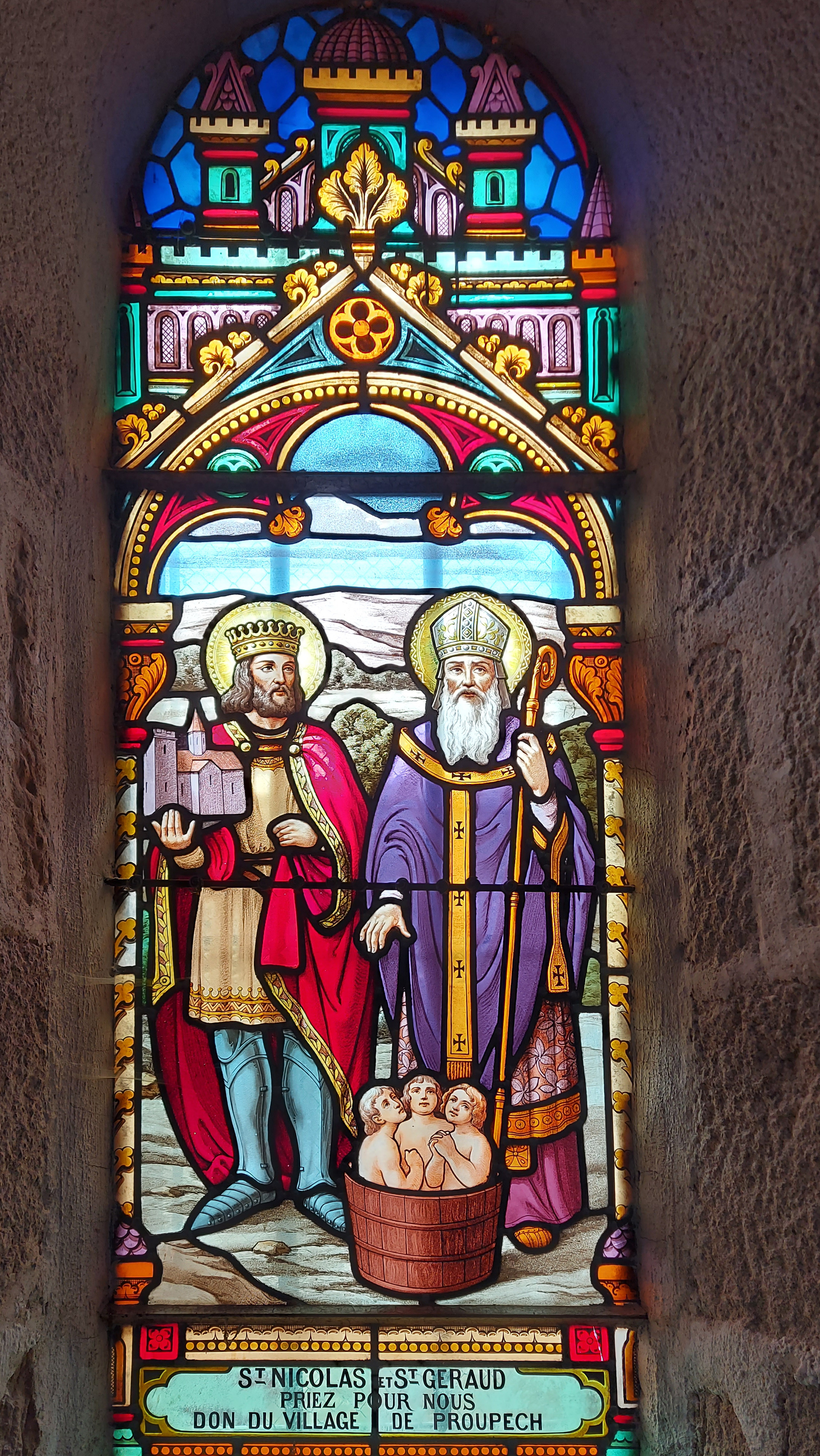
Saint Géraud et saint Nicolas, vitrail de l'église Saint-Jean-Baptiste de Comiac, Sousceyrac-en-Quercy.

Géraud, ou aussi Guiral en aurillacois, qui portait comme son père le titre de comte (bien qu'Aurillac ne fût pas un comté), était destiné à mener une vie de seigneur conforme à son rang. On lui apprit donc le métier des armes, la chevauchée et l'art de la chasse au faucon. Grand, agile et de belle apparence, il était de santé fragile et on lui enseigna aussi le chant, la grammaire et les Saintes Écritures. Il étonnait les clercs qui paraissaient à la table de ses parents par l'importance de ses connaissances. Il connaissait aussi le droit romain.
Si Géraud est désigné comme comte dans la Vita Geraldi et dans la documentation diplomatique, il est plus souvent désigné comme seigneur (domnus en latin). Il est probable que Géraud, et peut-être son père avant lui, ait été un vassal royal (vassus dominicus) qui aurait réussi à devenir comte. il est très difficile en revanche de savoir sur quel ressort géographique ce pouvoir comtal s'exerçait. Hormis des mentions très postérieures à Géraud, il n'y a aucune mention d'un pagus ou d'un comté d'Aurillac. Tout au plus peut-on estimer que Géraud s'appuyait sur des possessions seigneuriales proches de la villa d'Aurillac, probablement déjà en possession de son père. 
À l'époque de Géraud, l'Auvergne, le Limousin, le Rouergue et l'albigeois ont déjà des comtes bien attestés. Il est possible, mais incertain, d'envisager que Géraud fut comte du Quercy. Cette hypothèse s'accorderait avec des indications géographiques sur les déplacements de Géraud dans la Vita Geraldi, ainsi que sur des informations sur son patrimoine foncier. D'autant que l'on ne connaît pas de comte du Quercy pour cette époque. Le précédent comte Gauzfred est mort en 878, et ses deux fils ne portèrent pas le titre comtal.
À la mort de ses parents, il se retrouva à la tête d'un domaine considérable qui s'étendait dans le Rouergue, et exerça toutes les fonctions d'un seigneur : il tenait son plaid, refusait de déléguer complètement sa justice à des officiers, ayant fait savoir à tous qu'on pouvait lui adresser directement des plaintes et des requêtes. Il assurait sa protection aux habitants en prenant lui-même la tête des équipées militaires destinées à réprimer les bandes armées venus des pays voisins. S'appliquant à vivre selon les Évangiles, il affranchissait les serfs en leur donnant la propriété de leur terre, accueillait les pauvres à sa table et s'efforçait de limiter la violence des guerres en s'en remettant au jugement de Dieu. C'est ainsi qu'on le vit avant un combat, dire à ses hommes de charger comme lui en tenant leurs armes le manche en avant, et tous les ennemis être pris de panique devant une telle assurance.
Il ne voulut jamais se marier, et dissimulait sa tonsure sous une coiffure qui indiquait sa qualité et qu'il ne quittait jamais ; en effet les seigneurs avaient gardé l'usage de porter les cheveux longs et les cheveux tondus étaient une marque de servitude. 

## Fondations

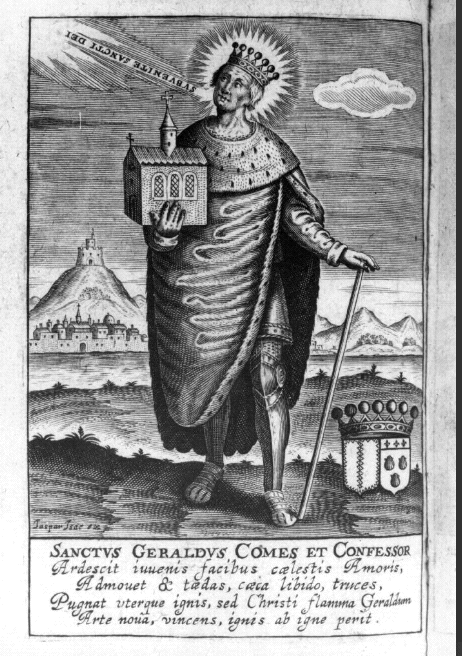
Saint Géraud avec les armoiries de l'abbaye et de la ville d'Aurillac.

Géraud fonda vers 885 l'abbaye d'Aurillac à laquelle il donna, par un testament et un codicile en 898, tout son domaine. Il lui avait choisi la règle de saint Benoît, réformée à cette époque par saint Benoît d'Aniane.
Ayant repoussé les offres de son parent le duc d’Aquitaine Guillaume Ier le Pieux qui lui proposait de placer sa fondation sous sa protection, et qui fondera Cluny sur le même modèle qu'Aurillac, Géraud avait tenu à rendre sa fondation autonome des hiérarchies féodales et ecclésiastiques en la mettant sous la protection directe du pape et du roi qui lui accordèrent chacun un diplôme d'immunité. C'est pour cette raison que l'abbé d'Aurillac était mitré et crossé, et portait le titre de comte.
À la fin de sa vie, Géraud d'Aurillac devint aveugle. Il souffrait de constater que la construction des bâtiments n'allait pas assez vite (la nouvelle église avait été mal construite et avait dû être reconstruite) et que le zèle des moines qu'il avait fait venir de Vabres faiblissait.

## Sa mort
Géraud perd la vue sept ans avant sa mort ; son regard était resté tellement animé qu'on ne s'en rendait pas compte.
Quand il sentit sa fin approcher, il fit prier Adalard, évêque d'Auvergne.
Au moment où il est mort, il séjournait à Cezeinac, église qui relevait de lui et qui était dédiée à saint Cirice. Ce lieu n'est pas identifié avec certitude : certains auteurs pensent qu'il s'agit de Cézernac ou Cézens, d'autres de Saint-Cirgues.
Géraud est mort un vendredi, le 13 octobre 909. Son corps fut rapporté à Aurillac, comme il l'avait voulu. Il fut enterré le dimanche suivant proche de l'autel de Saint Pierre, dans l'église du monastère qu'il avait fondé.

## Vénération

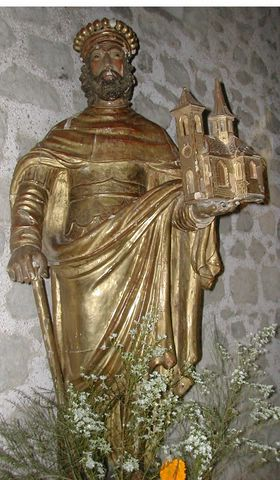
Statue de saint Géraud, bois doré XVIII, abbatiale Saint-Géraud d'Aurillac.

Géraud fut déclaré saint par la voix populaire. C'est un des premiers exemples de saint à avoir été canonisé sans avoir subi le martyre ou être entré dans les ordres.
À la demande de l'évêque de Limoges, Turpin, sa vie fut écrite par saint Odon, qui fut d'abord abbé d'Aurillac et qui a connu des témoins directs de sa vie. Il fait de Géraud le portrait de l'homme riche et puissant qui, sans renoncer à ses fonctions, met la force et la richesse au service des faibles et des pauvres. C'est sans doute le premier modèle du chevalier chrétien.
C'est dans l'abbaye fondée par Géraud que le jeune Gerbert d'Aurillac est instruit et s'initie à la vie monastique. Extrêmement savant, il devient pape à l'époque de l'An Mil sous le nom de Sylvestre II.
En effet, l'abbaye d'Aurillac était dotée d'un scriptorium, où s'enseignait les disciplines du trivium, (surtout la grammaire et la rhétorique) et le quadrivium. Elle était constamment en contact avec la Catalogne, foyer intellectuel de premier plan où étaient conservées de nombreuses copies d'œuvres antiques comme celles d'Isidore de Séville ou de Boèce.
Une châsse en argent, qui avait été faite pour conserver ses reliques et les présenter à la vénération des fidèles, a été fondue par les calvinistes lorsqu'ils ont occupé et pillé Aurillac. Une partie de ses reliques a été récupérée.
Saint Géraud est célébré le 13 octobre.

### Portent le nom de Saint-Géraud
- Abbaye Saint-Géraud d'Aurillac
- Commune de Saint-Géraud en Lot-et-Garonne.
- Commune de Saint-Géraud-de-Corps dans la Dordogne.
- École Saint-Géraud à Montbazens[5].
- Église de Aspres-sur-Buëch dans les Hautes-Alpes[6]
- Église de Auzat-la-Combelle dans le Puy-de-Dôme[7]
- Église de Dauzat-sur-Vodable dans le Puy-de-Dôme[8]
- Église de Drugeac dans le Cantal[9]
- Église de Saillans dans la Drôme
- Église Saint-Géraud de Saint-Cirgues dans le Lot
- Église de Villetelle dans l'Hérault.
- Église Saint-Géraud[10] à Monsempron en Lot-et-Garonne.
- Lycée Saint-Géraud[11] à Aurillac.
- Ruines du château de Saint-Giraud sur la colline Saint-Géraud à Varces-Allières-et-Risset[12].